# Andrzej Orzeszek
Andrzej Jan Orzeszek (ur. 21 lutego 1967 w Zabrzu) – polski piłkarz (znany głównie z występów w Górniku Zabrze) i trener piłkarski.

## Życiorys
W sezonie 2007/2008 dwukrotnie (od 23 października 2007 do 31 października 2007 i od 18 grudnia 2007 do 24 marca 2008) prowadził beniaminka Orange Ekstraklasy – Zagłębie Sosnowiec. W rundzie jesiennej sezonu 2008/09 objął stanowisko trenera ZKS Stal Rzeszów, lecz z powodu słabych wyników osiąganych przez zespół, po 12 kolejkach podjęto decyzję o rozwiązaniu umowy za porozumieniem stron. Od marca 2009 trenował drużynę Hetmana Zamość. Kontrakt z Hetmanem rozwiązał na początku 2010 roku i podjął się pracę w III-ligowej Stali Poniatowa, z której został zwolniony 2 czerwca 2010 roku.
Również jego dwaj młodsi bracia związani są z piłką nożną: Krzysztof Orzeszek jest obecnie trenerem B-klasowego ŁKS Łagiewniki (Bytom), Dariusz Orzeszek jest sędzią piłkarskim zrzeszonym w Kolegium Sędziowskim Bytom.